# Den sorte firkant
Den sorte firkant var en betegnelse for en del af Indre Nørrebro i København, afgrænset nordligt af Nørrebrogade, østligt af Peblinge Sø, sydligt af Åboulevard og vestligt af Kapelvej ved Assistens Kirkegård. Betegnelsen var alment kendt i 1960'erne, hvor en stor del af områdets beboere var socialt udsatte. Den sorte firkant er stort set sammenfaldende med det såkaldte rabarberkvarter med centrum på Blågårds Plads. Da der aldrig er foretaget nogen officiel inddeling af kvarteret, er inddelingen lavet efter de områder, der i 1960'erne og 1970'erne blev saneret af Københavns Kommune. Saneringen bestod mest af nedrivninger, og kvarteret forslummede yderligere. Overborgmester Egon Weidekamp sagde, at hele Nørrebro lignede en krigszone op gennem 1970'erne. 
Egon Weidekamp, der i februar 1977 præsenterede kommunens helhedsplan for saneringen, havde den som en mærkesag. Tiltaget blev da også af mange anset som rationelt, men der var en stemning for blandt mange beboere, at saneringen berøvede Nørrebro meget af bydelens sjæl. Weidekamp ignorerede i al væsentlighed disse indvendinger, og det kom til flere sammenstød, bl.a. ved Byggeren i 1980, der blev selve symbolet på modsætningen mellem nørrebroere og kommune i de turbulente år. Sammenstødene mellem beboergrupper og myndighederne var dog også typisk, hvis ikke fortrinsvis, præget af deltagelsen fra BZ-bevægelsen. Saneringen fik til sidst lov til at forløbe, og den erstattede de gamle bebyggelser med nyt elementbyggeri med almennyttige boliger. Senere saneringer, bl.a. på Vesterbro i 1990'erne, blev gennemført med langt større nænsomhed. 
Saneringen kan tænkes at have haft en stærk indvirkning på demografien i området, idet området omkring Blågårds Plads efter saneringen kom til at bestå af mange lejeboliger, hvor mange indvandrere blev genhuset. I kontrast til dette er kvarteret omkring Sankt Hans Torv på den anden side af Nørrebrogade præget af mange ejer- og andelsboliger og en befolkningssammensætning præget af etnisk-dansk middelklasse.

## "Den sorte firkant"
Der er forskellige teorier om navnets oprindelse. Én teori bygger på, at kvarteret omkring Blågårds Plads var ualmindeligt sort og beskidt som følge af forurening fra Anker Heegaards Jernstøberi, der i perioden 1830 til omkring 1900 lå, hvor Blågårds Plads ligger i dag. En anden var, at politiet anvendte sorte nåle på kortet for at markere udrykninger til sager om børnemishandlinger; området omkring Den sorte firkant var dækket af sorte knappenåle. Endelig er der en tredje teori om, at man i et bysaneringskort fra 1972 havde markeret bydelen med en sortbrun farve. Før saneringen var det et af de kvarterer i hovedstaden med de ringeste sanitære forhold, lokum i gården, trange baggårde og brandfarlige korridorlejligheder (se branden i Stengade 20). Navnet er ikke mindst blevet alment kendt gennem Slumstormernes sang "Den Sorte Firkant" fra 1971. 